# Mixomelia stenomesa
Mixomelia stenomesa är en fjärilsart som beskrevs av George Francis Hampson. Mixomelia stenomesa ingår i släktet Mixomelia och familjen nattflyn. Inga underarter finns listade i Catalogue of Life.